# Regional District of Central Okanagan
Der Regional District of Central Okanagan ist ein Bezirk in der kanadischen Provinz British Columbia. Er ist 2.904,86 km² groß und zählt 194.882 Einwohner (2016). Beim Zensus 2011 zählte der Bezirk 179.839 Einwohner. Hauptort ist Kelowna.

## Administrative Gliederung

### Städte und Gemeinden
| Ort          | Status                | Bevölkerung |
| Kelowna      | City                  | 127.380     |
| West Kelowna | City                  | 32.655      |
| Lake Country | District municipality | 12.922      |
| Peachland    | District municipality | 5.428       |

### Gemeindefreie Gebiete
- Westside Electoral Area
- Central Okanagan I

### Indianerreservationen
- Duck Lake 7
- Tsinstikeptum 9
- Tsinstikeptum 10